# Macropopa lobata
Macropopa lobata är en bönsyrseart som beskrevs av Giglio-tos 1914. Macropopa lobata ingår i släktet Macropopa och familjen Mantidae. Inga underarter finns listade i Catalogue of Life.